# Albert Salsas
Albert Salsas (Palau de Cerdanya, 26 de febrer del 1864 - 4 de juny del 1940) va ser un historiador de la Cerdanya.

## Biografia
Era recaptador d'impostos a Tuïr el 1891-1900 i a Sent Gironç (Arieja) el 1909, a més, tenia uns coneixements legals molt amplis que anaven en paral·lel amb una respectada competència en matèria d'història local. En el seu moment va ser un dels historiadors importants del Rosselló i es relacionà amb estudiosos de la categoria de Jean-Auguste Brutails. Publicà articles en diverses publicacions periòdiques de la Catalunya del Nord, alguns dels quals foren editats separadament en forma d'opuscles o llibres. El 1891 publicà Prats-de-Mollo en Vallespir, considerada "une des meilleures monographies locales qu'on ait composées sur les communes du Roussillon", i el 1899 veié la llum La Cerdagne espagnole amb ressenyes d'ascensions a cims pirinencs i indicacions de les vies de poble a poble. Els seus treballs inèdits, dipositats a l'arxiu departamental de Perpinyà ocupen un total de 6,5 metres lineals d'arxiu.
Era membre de l'"Associació Pirenaica" i del Club Alpí Francès. Va ser premiat amb la medalla de plata de la Société française d'archéologie pour la conservation des monuments historiques i la seva població natal li dedicà un carrer.

## Obres
- «Prats de Mollo en Vallespir». Courrier de Céret, 1891-1892.[7]
- La construction du pont de Céret en 1321 notice historique.  Céret: L. Lamiot, 1892.[5]
- «Armorial du Roussillon I». L'Almanach de l'Independant des Pyrénées-Orientales, 1892, pàg. 135-155. i  L'Almanach de l'Independant des Pyrénées-Orientales, 1895, pàg. 125-157. Edició digitalitzada:  Armorial du Roussillon.  Perpinyà: Médiathèque de Perpignan, 2006.[Enllaç no actiu][11]
- Armorial du Comté de Cerdagne 1895[4]
- De Cerdagne en Vallespir, notes de touriste.  Perpinyà: Impr. de "l'Indépendant", 1896. (Extret de "Bulletin du club alpin français (section du Canigou)", 1895)
- La Cerdagne Espagnole (Pyrénées inconnues).  Perpinyà: Imprimiere-Libraire de l'Indépendant, 1899. Medalla de la Société Agricole, Scientifique et Littéraire des Pyrénées-Orientales (1895)[12]
- Bibliographie de la Cerdagne.  Perpinyà: Imprimerie de "L'Indépendant", 1899.[2]
- Entre 1901 i 1905 publica Consécration des églises d'Astoll et de Saillagouse i Sigillographie roussillonnaise[4]
- «Un recensement de l'ancien diocèse d'Elne au XIVe siècle». Revue d'histoire et d'archéologie du Roussillon, núm. II, 1901, pàg. 55-66.[7]
- «Consécration de l'église de Saillagouse en 913». Revue d'histoire et d'archéologie du Roussillon, núm. III, 1902, pàg. 217-227.[7]
- «Briques armoriées provenant du prieuré cistercien de Saint-Guillaume à Perpignan». La Revue d'histoire et d'archéologie du Roussillon, núm. 3, 1902, pàg. 295-302.[Enllaç no actiu]
- «L'Etablissement du papier timbré en Roussillon (1772)». Revue d'histoire et d'archéologie du Roussillon, IV, 1903, pàg. 231-246.[7]
- La Matricule des bourgeois honorés de la ville de Perpignan.  Perpinyà: Joseph Payret, 1905. Extret de  «La Matricule des...». Revue d'histoire et d'archéologie du Roussillon, núm. 5, 1904, pàg. 321-360.[Enllaç no actiu]
- Monuments figurés de l'art héraldique en Roussillon.  Caen: Henri Delesques, 1908. (extret de "Compte rendu du LXXIIIe Congrès archéologique de France" 1906)[10]